# Мокренко, Роман Алексеевич
Роман Алексеевич Мокренко — советский хозяйственный, государственный и политический деятель.

## Биография
Родился в 1918 году в селе Волотово. Член КПСС.
Участник Великой Отечественной войны в составе 6-го гвардейского истребительного авиационного полка, 393-го отдельного батальона морской пехоты, Военно-воздушных сил Черноморского флота. С 1946 года — на хозяйственной, общественной и политической работе. В 1946—1983 гг. — контролер
райпромкомбината, инструктор Кировского райкома партии, секретарь парткома завода «Тяжстанкогидропресс» им. Ефремова, заместитель председателя Кировского райисполкома, секретарь, первый секретарь Кировского райкома КПСС города Новосибирска, заведующий отделом, второй секретарь Новосибирского горкома КПСС, председатель Новосибирского облсовпрофа.
Делегат XXIV, XXV и XXVI съездов КПСС.
Умер в Новосибирске в 1998 году.